# 나카무라 겐토
나카무라 겐토(일본어: 中村 健人, 1997년 9월 1일~)는 일본의 축구 선수이다.

## 구단 경력
그는 2020년 J3리그의 가고시마 유나이티드 FC에 입단했고, 2년동안 팀에서 뛰었다. 2022년 일본 풋볼 리그의 스즈카 포인트 게터스(아틀레티코 스즈카)로 이적했다. 2024년까지 85경기에 출전하여, 5득점을 넣었다. 2025년 레일락 시가 FC로 이적했다.